# Elegans-Widderchen
Das Elegans-Widderchen oder Ungeringtes Kronwickenwidderchen (Zygaena angelicae) ist ein Schmetterling (Nachtfalter) aus der Familie der Widderchen (Zygaenidae).

## Merkmale
Die Falter erreichen eine Flügelspannweite von 30 bis 33 Millimetern. Sie haben blauschwarze oder grünschwarze Vorderflügel, deren Innenwinkel stark abgerundet sind. Auf den Vorderflügeln tragen die Tiere fünf oder sechs rote Flecken, bei denen immer zwei nahe beieinander stehen. Bei den fünffleckigen Tieren sind die Flecken auf der Flügelunterseite durch einen roten Streifen verbunden, bei den sechsfleckigen wachsen diese auf der Unterseite zu einem großen Fleck zusammen. Der schwarze Flügelsaum der roten Hinterflügel ist breit. Die Fühler sind leicht zu einer Keule verdickt und an der Spitze weiß. Die Färbung der Spitze ist schwächer als beim Hufeisenklee-Widderchen (Zygaena transalpina) und kann auch ganz fehlen. 
Die Raupen sind gelbgrün gefärbt und haben einen feinen schwarzen Rückenstreifen und ganz feine schwarze Pünktchen am Körper verteilt. Beidseits des Rückens sind große schwarze Flecken immer paarweise zu einer Längslinie verbunden. Auch auf der Seite haben die Tiere schwarze Punkte. Der Kopf ist blassgrün mit zwei winzigen schwarzen Pünktchen als Augen. Die Unterseite des Tierchens ist hellgrün, Richtung Rücken mischt sich ein Neongelb dazu.

## Vorkommen
Sie kommen in Osteuropa und von Griechenland bis Süddeutschland und Thüringen vor. Sie leben in sonnendurchfluteten Waldinseln, besonders in Steppenheidewäldern und auf Kalkmagerrasen zwischen jungen Kiefern. 

## Lebensweise
Die Weibchen legen ihre gelben Eier in Spiegeln an die Blattunterseite ab. Die Raupen überwintern. Die Verpuppung findet in einem länglichen, gelben Kokon an Halmen und Stängeln statt. Die Puppe ist schwarz, an der Unterseite gelb. 
Die Raupen ernähren sich von den Blättern der Berg-Kronwicke (Coronilla coronata), seltener von denen der Bunten Kronwicke (Securigera varia). Koch erwähnt darüber hinaus auch den Gewöhnlichen Hornklee (Lotus corniculatus) als Futterpflanze.

### Flug- und Raupenzeiten
Die Falter fliegen in einer Generation von Juli bis Mitte August. Die Raupen findet man ab September und nach der Überwinterung bis Juni des darauffolgenden Jahres.

## Gefährdung und Schutz
- Rote Liste BRD: 2 (stark gefährdet).[2]